# Tulucești
Tulucești is een Roemeense gemeente in het district Galați.
Tulucești telt 7579 inwoners.